# Death on the Ridge Road
Death on the Ridge Road est un tableau du peintre américain Grant Wood réalisé en 1935. Cette huile sur Isorel représente deux automobiles sombres et un camion rouge dans le virage d'une route sinueuse, sans doute juste avant un accident mortel. Elle est conservée au Williams College Museum of Art, à Williamstown, dans le Massachusetts.